# Kleine roetbij
De kleine roetbij  (Panurgus calcaratus) is een vliesvleugelig insect uit de familie Andrenidae. De wetenschappelijke naam van de soort is voor het eerst geldig gepubliceerd in 1763 door Giovanni Antonio Scopoli. Roetbijen leven op droge zandgronden, langs bosranden.

## Kenmerken
De soort wordt 7 tot 9 millimeter lang bij de vrouwtjes en 8 tot 9 millimeter bij de mannetjes. Roetbijen kunnen verward worden met zandbijen. De kleine roetbij heeft een voorvleugel maar twee cubitale cellen. Zijn thorax (borststuk) is compact, afgerond en met een fijne, verspreide bestippeling. De randen van de rugplaten zijn verdiept en bruin doorschijnend. De beharing is met lange zwarte verzamelharen. De voetleden en schenen hebben zwartbruine beharing.
Het verzamelen van stuifmeel gebeurt niet in korfjes aan de poten of d.m.v. een buikschuier. De roetbij 'wentelt' zichzelf helemaal in met stuifmeel zodat ze over het gehele lichaam bedekt is met stuifmeelpollen.

## Levenswijze
De vliegtijd is van juni tot en met september, de piek ligt halverwege juli bij de mannetjes en eind juli bij de vrouwtjes. 
De vrouwtjes graven een nest in een zandige weinig begroeide bodem bij voorkeur aan de rand van voetpaden. De soort heeft een primitieve vorm van sociaal samenleven; hoewel de verschillende vrouwtjes alleen voor hun eigen nakomelingen zorgen, kan het voorkomen dat tot 10 vrouwtjes hetzelfde nest delen. Meerdere vrouwtjes gebruiken daarbij dezelfde nestingang, maar creëren wel elk een eigen nestruimte. Overwintering vindt plaats als een passieve slapende larve. Het nest kan worden aangevallen door de Bruinsprietwespbij.

## Voorkomen
Hij komt voor in Europa van Spanje tot Zuid-Engeland en Fennoscandinavië, en ook oostwaarts tot Turkije en de Oeral. 